# Mariengrotte (Dautweiler)

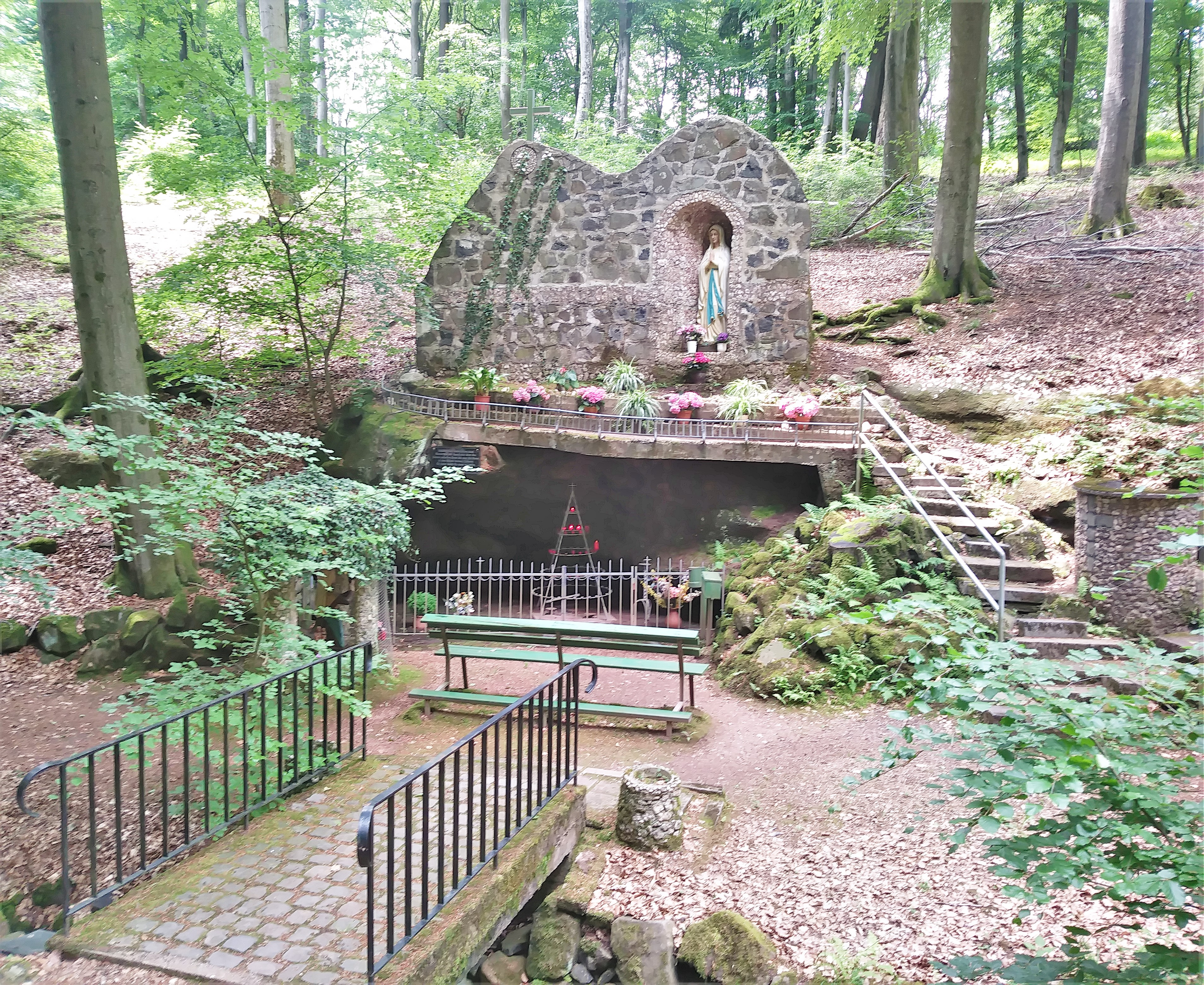
Gesamtansicht der Mariengrotte Dautweiler

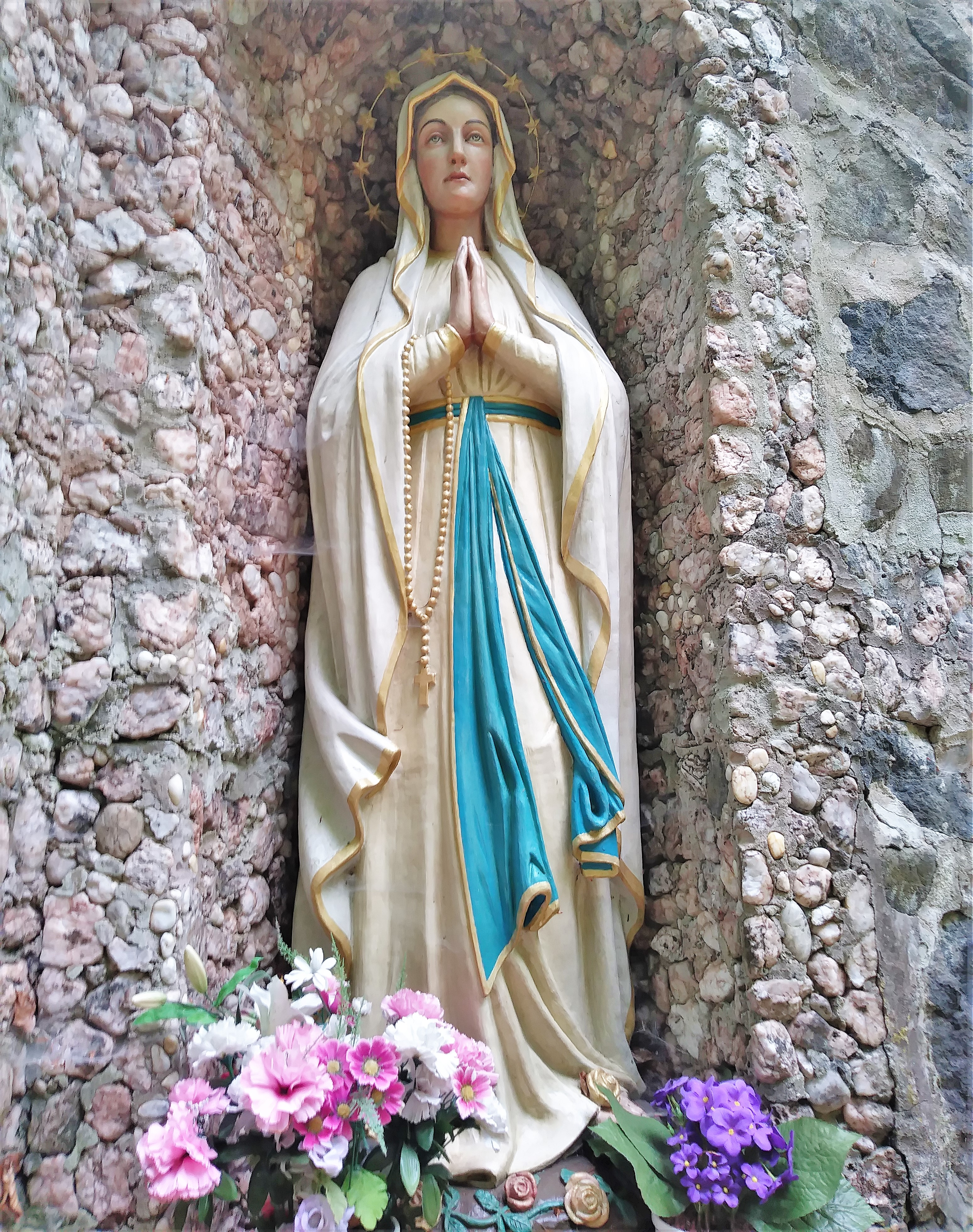
Marienstatue

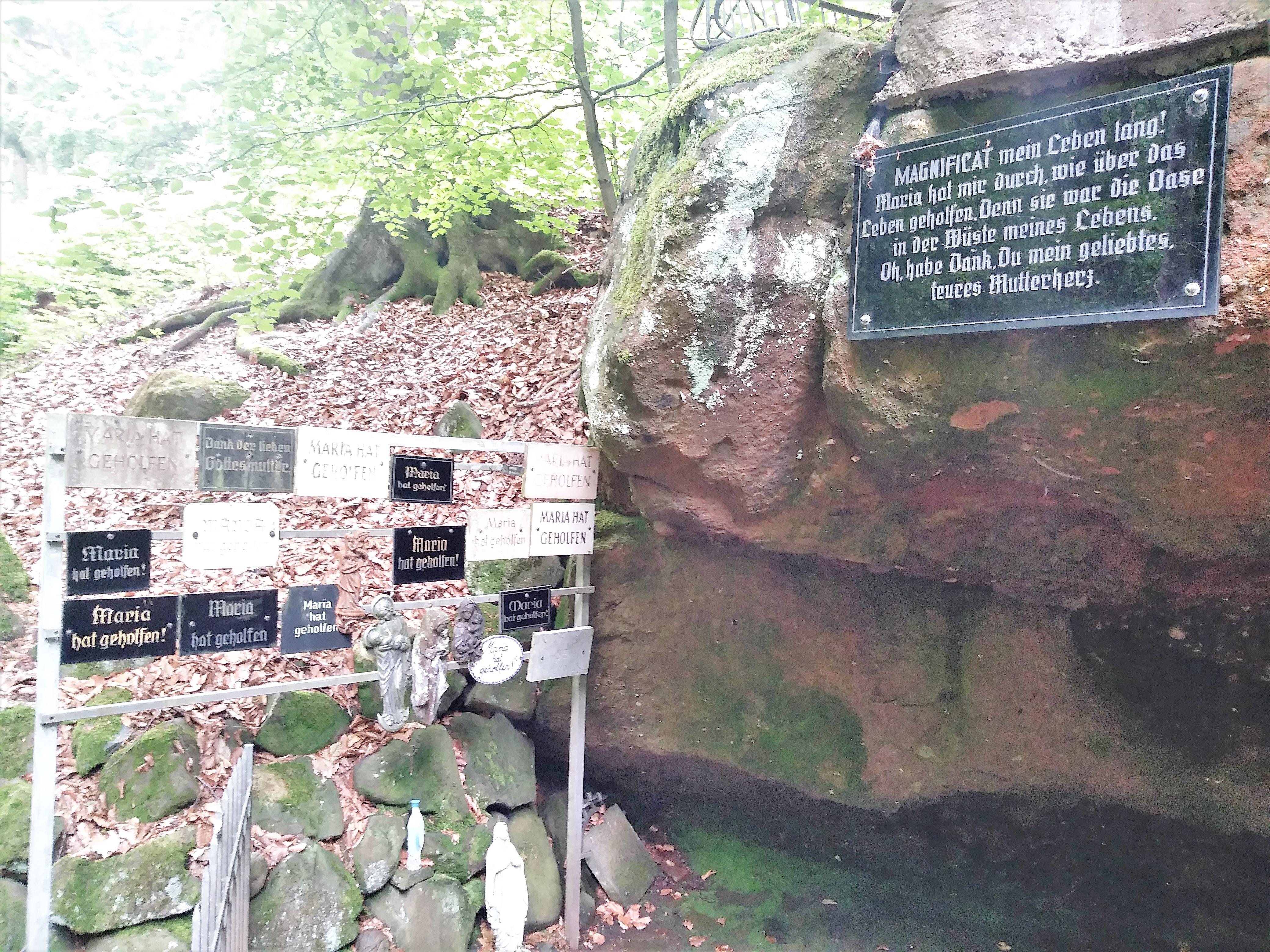
Votivtafeln

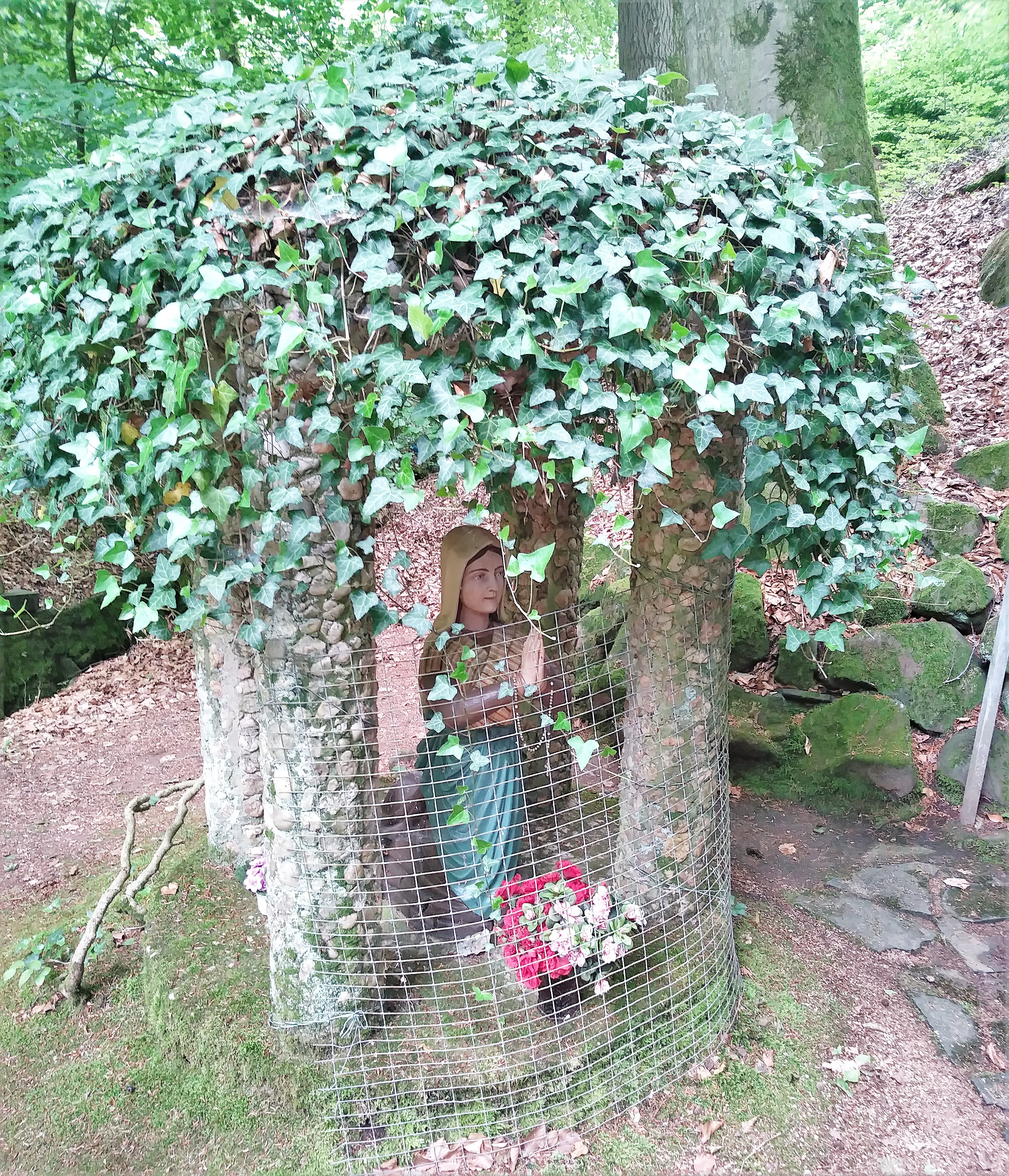
Statue der Bernadette unter dem Baldachin

Die Mariengrotte Dautweiler ist ein Bauwerk zu Ehren der Gottesmutter Maria im Dautweiler Wald nahe dem Dorf Hasborn-Dautweiler in der Gemeinde Tholey. Neben der Höhle befinden sich weitere zum Ensemble Mariengrotte Dautweiler gehörende Bauwerke auf dem Gelände.

## Geschichte
Die Mariengrotte wurde im Jahr 1959 durch den Maurer Peter Brachmann (* 1911; † 1994) erbaut. Im Zweiten Weltkrieg hatte er gelobt: 
„Wenn ich wieder glücklich aus dem Krieg heimkehre, will ich zur Ehre der Gottesmutter Maria eine Stätte des Gebets und der Andacht erbauen.“
 und errichtete mit Hilfe seiner Ehefrau Monika Brachmann und seinen drei Söhnen die heutige Gedenkstätte im Dautweiler Wald. Die kirchliche Weihe erhielt die Andachtsstätte im Rahmen einer feierlichen Heiligen Messe am 13. September 1959.

## Baubeschreibung
Zentrum der Mariengrotte ist ein an einem Hang gelegener unterhöhlter Fels. In der Grotte soll der Überlieferung nach einst eine alte Frau gelebt haben, weshalb dieser Ort den Namen „Wildfrauenhäuschen“ bekam. Das Innere der Höhle wird von einem Kerzenständer und Votivtafeln geschmückt und ist mit einem schützenden Zaun umgeben. Über dieser Höhle wurde eine auskragende Betonplatte eingezogen, welche Platz für Blumenschmuck bietet. Diese Empore ist über eine seitliche Treppe zugänglich. Darüber befindet sich eine aus Natursteinen gemauerte Wand mit einer Nische für eine lebensgroße Statue der Muttergottes. Bekrönt wird die Mauer durch ein Edelstahlkreuz, welches um 2010 anstelle des ursprünglichen Kreuzes aus Stein eingefügt wurde.
Rechts neben der Mariengrotte wurde eine steinerne Kanzel errichtet, die bei Gottesdiensten genutzt wird. Links vor dem Bauwerk befindet sich ein steinerner Baldachin mit einer knienden Figur der Bernadette Soubirous, welche auf den Bezug dieser Andachtsstätte zur Marienerscheinung von Lourdes verweist.
Unmittelbar davor fließt der Raupenbach, über welchen eine Brücke hin zur Mariengrotte führt. Die umliegenden Bänke wurden von der Zivilgemeinde Hasborn-Dautweiler gestiftet.
Etwas abseits befindet sich darüber hinaus ein Brunnen mit der Jahreszahl 1959.

## Nutzung
Die Lourdes-Grotte wird noch heute von den Nachfahren Peter Brachmanns gepflegt. Die durchgehend brennenden Kerzen zeugen von einer regelmäßigen Nutzung der Andachtsstätte von Gläubigen für das persönliche Gebet. Am 16. August 2009 wurde das 50-jährige Jubiläum der Mariengrotte mit einem großen Festgottesdienst und einem anschließenden Fest begangen.

## Bildergalerie

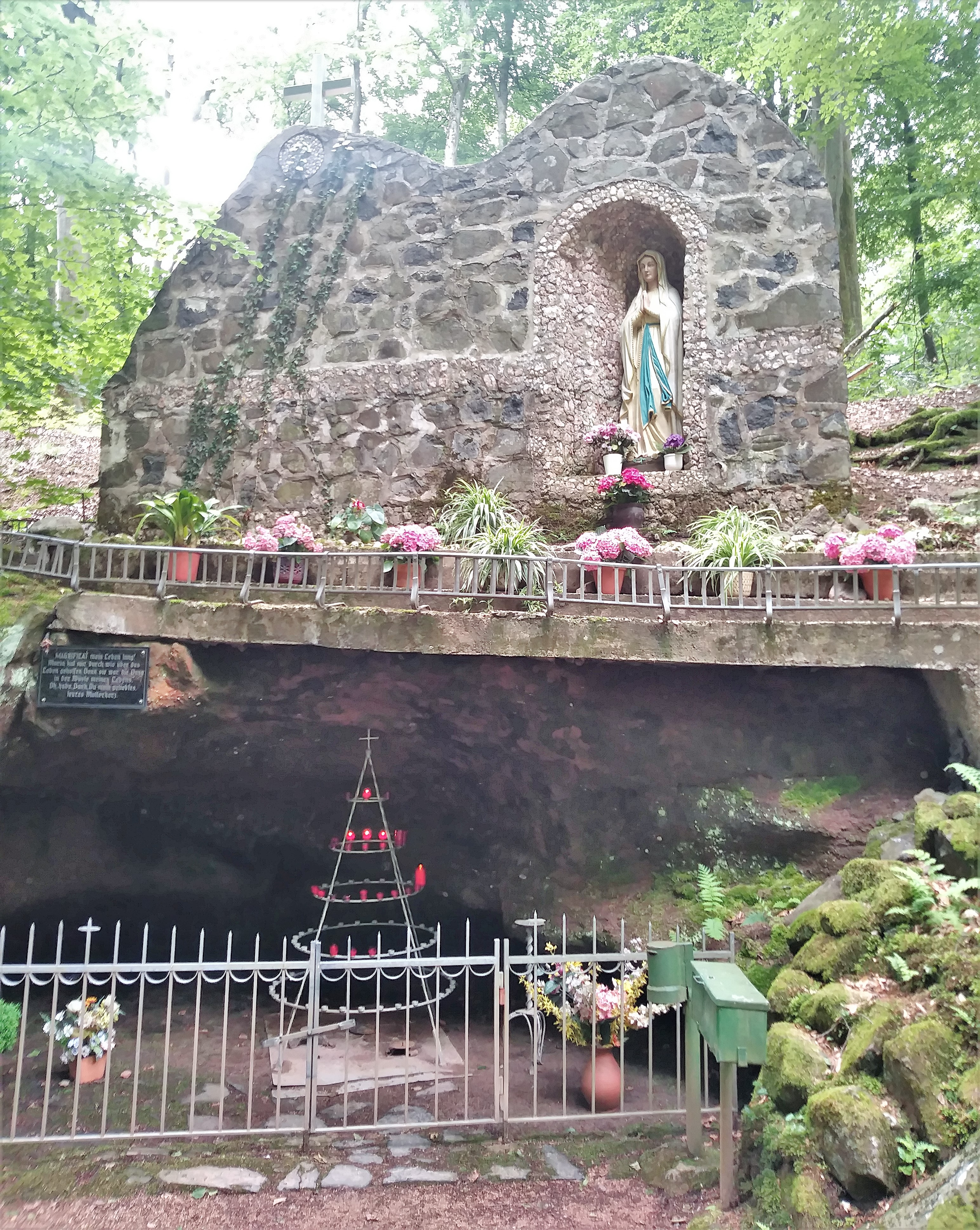
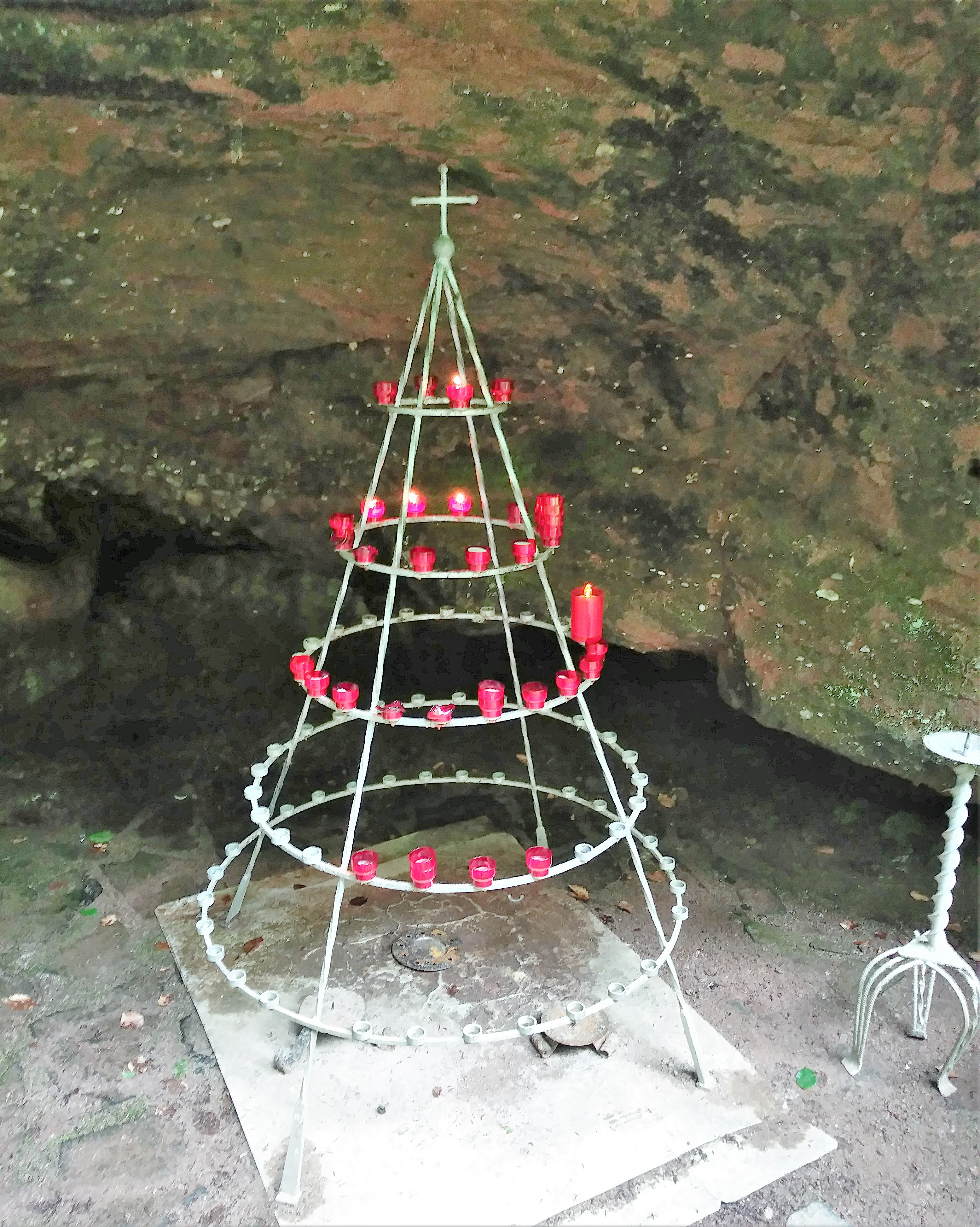
Kerzenleuchter
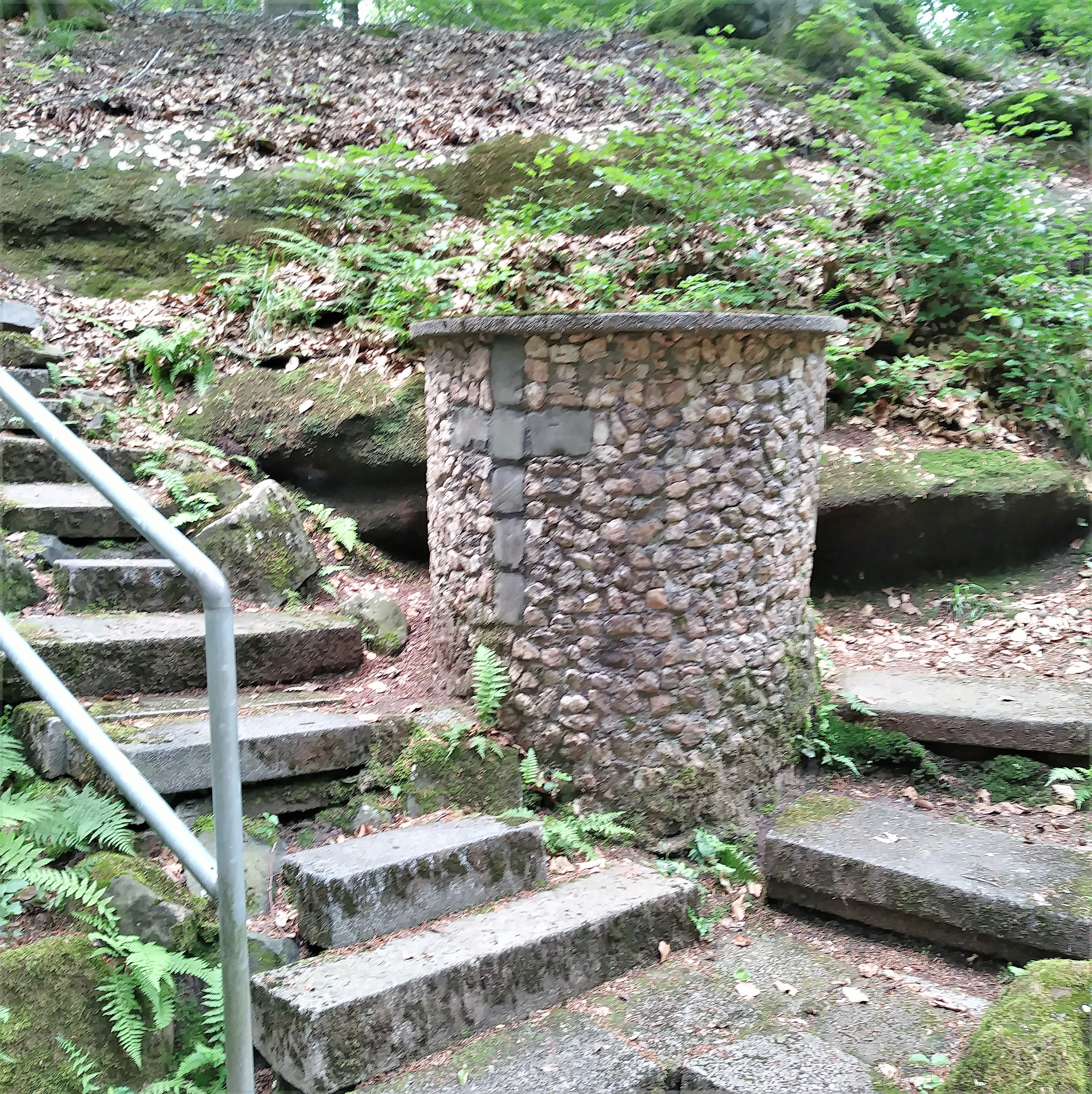
Kanzel
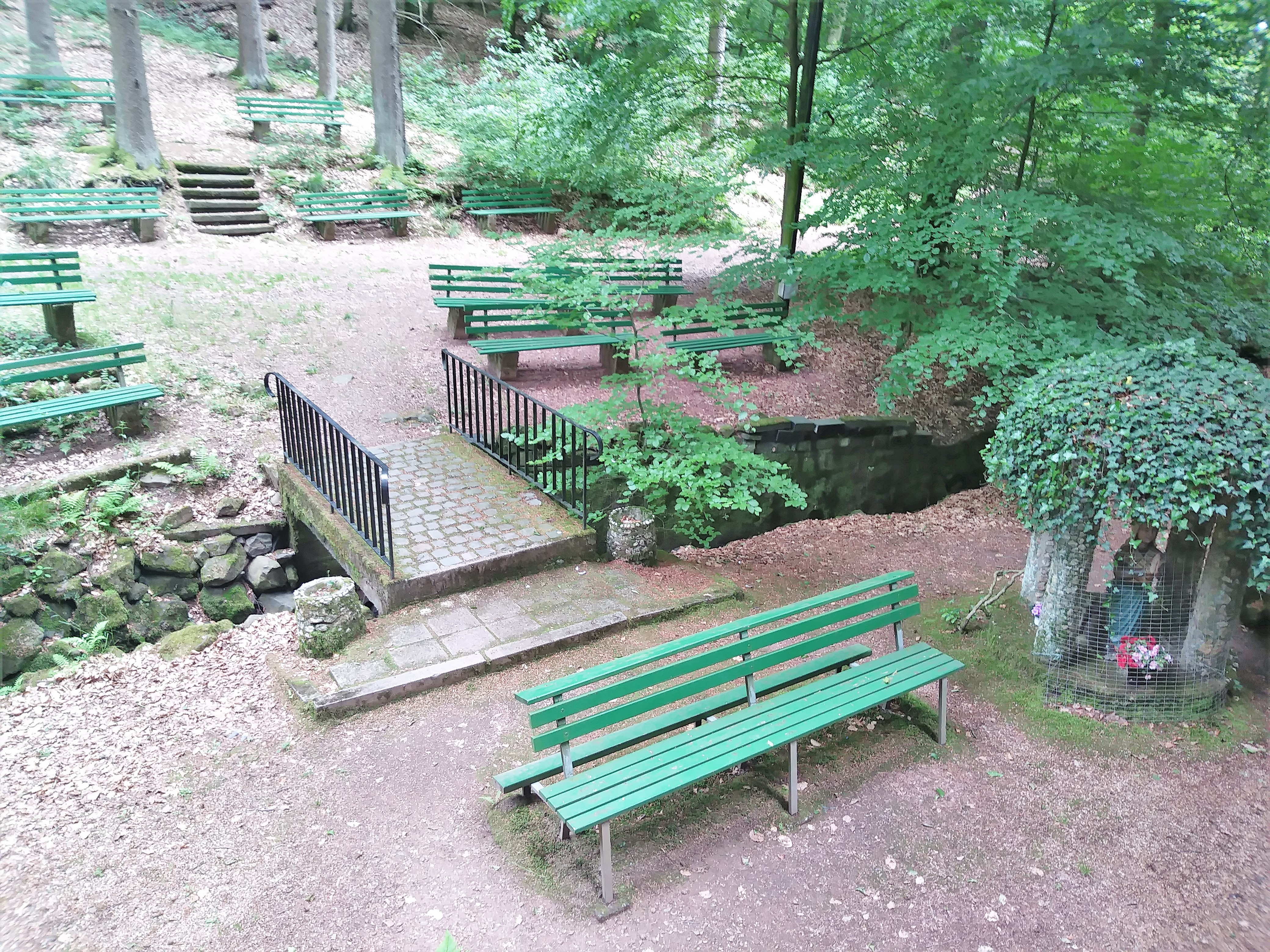
Blick von der Empore
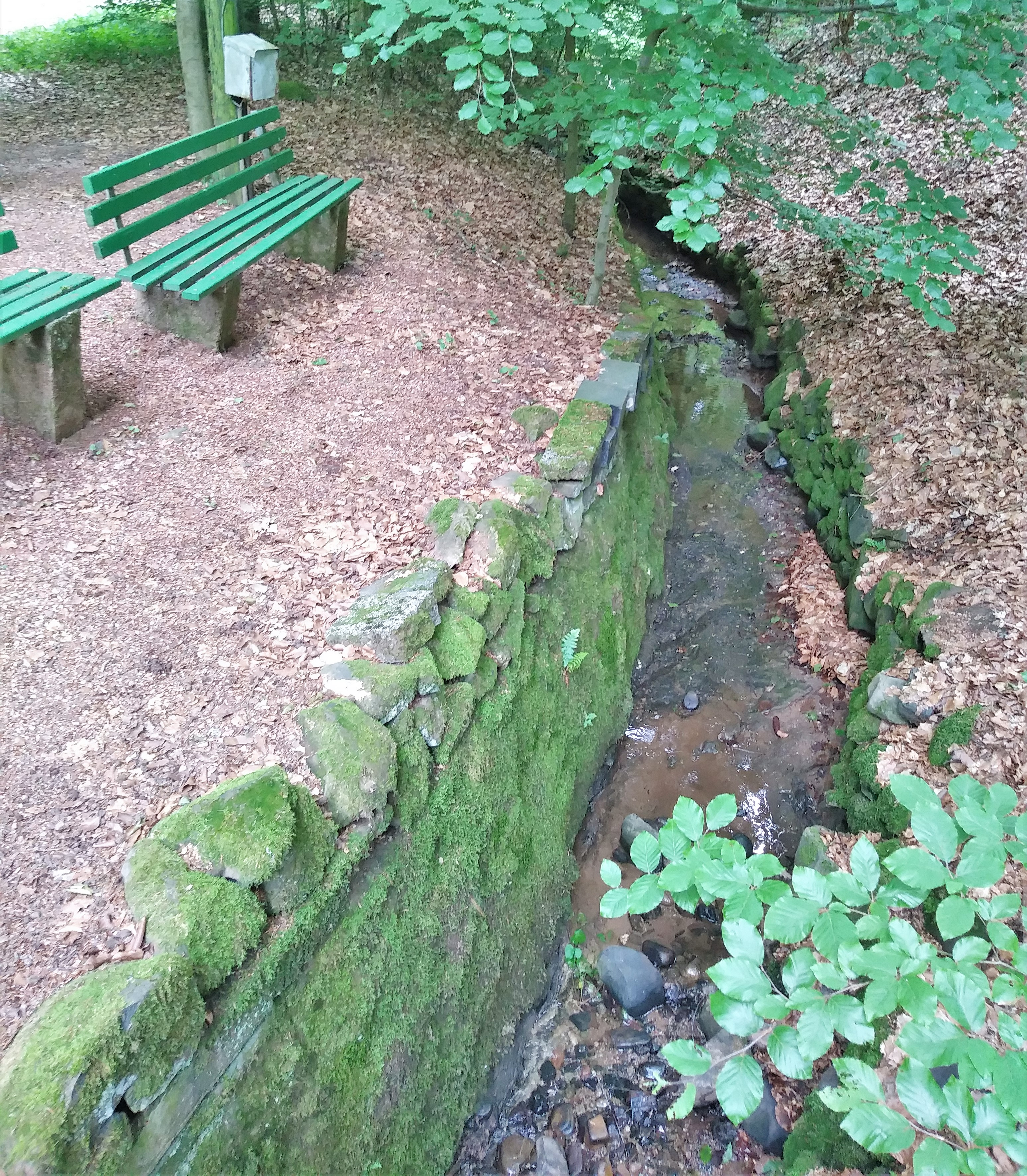
Raupenbach